# Sent Pau de la Còsta
Sent Pau de la Còsta (en francès Saint-Paul-la-Coste) és un municipi francès situat al departament del Gard i a la regió d'Occitània.